# Сор, Фернандо
Ферна́ндо Сор (исп. Fernando Sor, полное имя Хосе́ Ферра́н Сор-и-Мунтадeс — кат. Josep Ferran Sors i Muntades; 14 февраля 1778, Барселона — 10 июля 1839, Париж) — испанский классический гитарист-виртуоз и композитор, один из самых значительных классических гитаристов XIX века.

## Биография
С ранних лет обучался игре на гитаре, скрипке и виолончели, музыкальное образование получил в хоровой школе при монастыре Монсеррат, затем учился в военной академии в Барселоне. Рано проявил композиторские способности: в тринадцать лет сочинил Торжественную мессу для солистов, хора и органа, а в 1796 году написал оперу «Телемах», поставленную в театре Санта Круз. В 1799 году переселился в Мадрид, занимал различные административные должности в Барселоне и Малаге. К этому периоду творчества относятся симфонии, струнные квартеты, различные сочинения для голоса с гитарой и фортепиано, а также произведения для гитары соло.
С вторжением французских войск в Испанию в 1808 году и началом войны за независимость, Сор занимает патриотическую позицию и пишет ряд революционных песен, среди которых наибольшую известность получили Vivir en cadenas и Venid, vencedores. Однако в 1810 композитор, как и бо́льшая часть испанской интеллигенции того времени, вынужден уступить и занять административный пост под покровительством французов. В 1813 году французские войска были выбиты из Испании, и Сор уезжает в Париж, где начинает вести активную концертную и педагогическую деятельность. Два года спустя композитор перебрался в Лондон, где вышли в печать одиннадцать сборников его итальянских ариетт для голоса и фортепиано, а также сочинения для фортепиано и гитары. В столице Великобритании в 1821—1824 также были поставлены четыре балета Сора, среди которых наибольшим успехом пользовалась «Золушка». Это произведение ставилось также в Париже (более 100 раз).
В 1823 же году Сор по настоянию жены, известной балерины Фелицаты Гюллень-Сор, получившей приглашение от директора Московского театра Кокошкина, переезжает вместе с супругой в Москву.
В следующем, 1824 году, «Золушка» была поставлена на сцене московского Театра на Моховой. Постановку по мотивам хореографии Франсуа Альбера осуществили Гюллень-Сор (она же станцевала главную партию) и московский артист балета Иван Лобанов. Также «Золушка» исполнялась 6 января 1825 года на открытии вновь отстроенного после пожара московского Большого театра.
Через три года композитор расстаётся с женой и возвращается в Париж, где публикует ряд своих новых сочинений, в том числе «Воспоминание о России», в которых использует русские народные мелодии. Продолжая во Франции свою исполнительскую и педагогическую карьеру, Сор знакомится со своим знаменитым соотечественником Дионисио Агуадо, с которым впоследствии часто выступает в дуэте.
Последние годы жизни Сора были омрачены смертью дочери (её памяти он посвятил своё последнее оркестровое сочинение — Мессу). Композитор умер в 1839 году от рака и был похоронен на кладбище Монмартр в безымянной могиле, обнаруженной лишь сто лет спустя.

## Творчество
Творчество Сора сыграло огромную роль в развитии гитарного искусства. Много концертируя по Европе, он снискал себе славу выдающегося виртуоза, наравне с известными гитаристами-современниками (Мауро Джулиани, Маттео Каркасси, Фердинандо Карулли). Как композитор Сор известен прежде всего своими сочинениями для гитары (более 60), вошедшими в репертуар ведущих мировых исполнителей, а также песнями и романсами, отмеченными ярким мелодизмом. Композитор трактует гитару как серьёзный музыкальный инструмент с богатыми полифоническими возможностями. На стиль Сора оказали влияние композиторы венского классицизма, прежде всего Гайдн и Моцарт. Сор также имеет большое значение как педагог — его «Школа игры на гитаре» (Méthode pour la Guitare), опубликованная в 1830 году, пользовалась огромной популярностью. Среди учеников Сора — ряд известных впоследствии гитаристов, в том числе Наполеон Кост, редактировавший и издавший после смерти композитора многие его сочинения.

## Основные сочинения
Оперы
- 1796 — «Телемах»
- «Дон Трастулло» (не окончена, утеряна)

Балеты (указано место первой постановки)
- 1821 — «Смирнская ярмарка» (Лондон, утерян)
- 1821 — «Щедрый хозяин» (Лондон, утерян)
- 1822 — «Золушка» (Лондон)
- 1823 — «Влюблённый художник» (Лондон, в московской версии — «Альфонс и Леонора, или Влюблённый художник», Малый театр, 1824, скрипичное соло написано специально для А. М. Аматова)
- 1826 — «Геркулес и Омфала» (Москва)
- 11 июня 1827 — «Сицилиец, или Любовь-живописец» (увертюра и несколько танцевальных номеров — Жан-Мадлен Шнейцхоффер, вставное pas de deux для дебюта Марии Тальони 23 июля — Йозеф Майзедер); балетмейстер Анатоль, Парижская Опера
- 1828 — «Хасан и калиф» (Лондон, утерян)

Сочинения для гитары
- Тридцать дивертисментов
- Десять циклов вариаций, в том числе Вариации на тему Моцарта
- Одиннадцать фантазий
- Тридцать восемь коротких пьес
- Двадцать четыре этюда
- Двенадцать менуэтов
- Большое соло, ор. 14
- Серенада, ор. 37
- Три сонаты, ор. 15, ор. 22, ор. 25
- Двадцать четыре вальса
- Шесть багателей
- Переложение арий из «Волшебной флейты» Моцарта, ор. 9 и др.

Вокальные сочинения
- Болеро и сегидилья для голоса в сопровождении гитары или фортепиано
- Итальянские ариетты для голоса и фортепиано
- Испанские, итальянские и английские песни и дуэты для голоса и фортепиано

Прочие сочинения
- Вальсы, кадрили и др. пьесы для фортепиано в две и четыре руки
- Три пьесы для арфы
- Симфония фа мажор (1804)
- Две симфонии (утеряны)
- Три струнных квартета (утеряны)
- Квартет для гитары и струнного трио (утерян)